# Tetrasarus lezamai
Tetrasarus lezamai là một loài bọ cánh cứng trong họ Cerambycidae.